# 約翰·諾曼
約翰·諾曼（英語：John Norman，1931年6月3日—）是美國作家及哲學家小約翰·費德里克·朗格（英語：John Frederick Lange, Jr.）的筆名，以其作品Gor系列而聞名。其作品影響當代色情文學甚鉅。

## 背景
朗格出生在美國伊利諾伊州芝加哥，並在此地度過幼年時光。
朗格的哲學學術生涯起源於1950年代初期；1953年，他自內布拉斯加大學或的文學學士學位，並在1957年自南加州大學獲得藝術博士。他在1956年結婚，育有二子一女。

## 學術生涯
1963年，朗格自普林斯頓大學獲得他的博士學位。他的畢業論文為「捍衛道德自然主義：對自然主義謬論的多方位觀察，並對其中一問題的深入邏輯研究」。朗格日後在接受採訪時說：「如果一個人自大自然中覺察每種形式的道德，那麼他最後極有可能落入無道德的境地，並無法被社會接受；又或者，他的內心道德會被各家思想所拉扯，就譬如這個世界上百分之九十九的人都相信另外百分之九十九的人事無比的不乾淨、無知和愚蠢，這個想法，似乎也無法讓人放心。」
2012年，他是開始在纽约市立大学皇后学院執教。

## 主題
根據朗格所言，他的Gor系列是一「崇智的、哲學性的、心理學的」科幻小說或奇幻小說。Gor書中描述了一個夢幻般的世界，此一世界具有強烈的男性主導及束缚特色，書中並尼采式地涉及針砭批判現在人類社會中的一些現象及文化。
此外，他的非小說作品涵蓋哲学、道德和史学。

### Gor次文化
Gor次文化是一個基於他Gor系列小說的一種同人文化，但朗格沒有參與其中。由於Gor系列書籍的影響，Gor次文化已經透過如第二人生和IRC影響了後來繼起的角色扮演（RPG）和大型多人在线角色扮演（MMORPG）遊戲。

## 作品

### Gor系列
請注意，Gor系列皆尚未有中文版。
1. Tarnsman of Gor (1966)
2. Outlaw of Gor (1967) ISBN 0-345-27136-X
3. Priest-Kings of Gor (1968) ISBN 0-7592-0036-X
4. Nomads of Gor (1969) ISBN 0-7592-5445-1
5. Assassin of Gor (1970) ISBN 0-7592-0091-2
6. Raiders of Gor (1971) ISBN 0-7592-0153-6
7. Captive of Gor (1972) ISBN 0-7592-0105-6
8. Hunters of Gor (1974) ISBN 0-7592-0130-7
9. Marauders of Gor (1975) ISBN 0-7592-0141-2
10. Tribesmen of Gor (1976) ISBN 0-7592-5446-X
11. Slave Girl of Gor (1977) ISBN 0-7592-0454-3
12. Beasts of Gor (1978) ISBN 0-7592-1125-6
13. Explorers of Gor (1979) ISBN 0-7592-1167-1
14. Fighting Slave of Gor (1980) ISBN 0-7592-1173-6
15. Rogue of Gor (1981) ISBN 0-7592-1179-5
16. Guardsman of Gor (1981) ISBN 0-7592-1368-2
17. Savages of Gor (1982) ISBN 0-7592-1374-7
18. Blood Brothers of Gor (1982) ISBN 0-7592-1380-1
19. Kajira of Gor (1983) ISBN 0-7592-1926-5
20. Players of Gor (1984) ISBN 0-7592-1932-X
21. Mercenaries of Gor (1985) ISBN 0-7592-1944-3
22. Dancer of Gor (1985) ISBN 0-7592-1950-8
23. Renegades of Gor (1986) ISBN 0-7592-1956-7
24. Vagabonds of Gor (1987) ISBN 0-7592-1980-X
25. Magicians of Gor (1988) ISBN 0-7592-1986-9
26. Witness of Gor (2001) ISBN 0-7592-4235-6
27. Prize of Gor (2008) ISBN 0-7592-4580-0
28. Kur of Gor (2009) ISBN 0-7592-9782-7
29. Swordsmen of Gor (2010) ISBN 1-6175-6040-5
30. Mariners of Gor (2011) ISBN 0-7592-9989-7
31. Conspirators of Gor (2012) ISBN 1-6175-6731-0
32. Smugglers of Gor (Oct 2012) ISBN 1-6175-6865-1
33. Rebels of Gor (Oct 2013) ISBN 1-6175-6123-1
34. Plunder of Gor (June 2016) ISBN 1-5040-3406-6